# Max Benitz
Max Benitz (Londres, Inglaterra, 14 de março de 1985) é um ator inglês.
Benitz é mais conhecido por seu papel como aspirante "Peter Calamy" no filme de 2003, Mestre dos Mares: O Lado Mais Distante do Mundo, dirigido por Peter Weir.
Em 2005, Benitz fez um pequeno papel como "Huband" em uma versão para o cinema do romance de Thomas Hughes Tom Brown's Schooldays, que também estrelou Stephen Fry e Alex Pettyfer.
Benitz também estrelou em Trial & Retribution X: Sins of the Father em 2006, como "James Harrogate".
Max frequentou a Harrow School de 1998 a 2003 e atualmente estuda na Edinburgh University.

## Filmografia
| Filmes | Filmes                                          | Filmes                                          | Filmes           |
| Ano    | Título Original                                 | Título (Brasil)                                 | Papel            |
| ------ | ----------------------------------------------- | ----------------------------------------------- | ---------------- |
| 2003   | Master and Commander: The Far Side of the World | Mestre dos Mares: O Lado Mais Distante do Mundo | Peter Calamy     |
| 2005   | Tom Brown's Schooldays                          | Tom Brown's Schooldays                          | Huband (para TV) |
| Séries |                                                 |                                                 |                  |
| Ano    | Título                                          | Papel                                           | Episódios        |
| 2006   | Trial & Retribution                             | James Harrogate                                 | 1 episódio       |